# Puchar Europy Mistrzyń Krajowych siatkarek (1981/1982)
Puchar Europy Mistrzyń Krajowych 1982 – 22. sezon Pucharu Europy Mistrzyń Krajowych rozgrywanego od 1960 roku, organizowanego przez Europejską Konfederację Piłki Siatkowej (CEV) w ramach europejskich pucharów dla żeńskich klubowych zespołów siatkarskich "starego kontynentu".

## Drużyny uczestniczące
- Bergen BSI
- Karluhan Velkot
- SC Uni Bazylea
- apoel Kibbouz Mehravia
- DVC Dokkum
- CSM Clamart
- Olimpia Rawenna
- Eczacıbaşı Stambuł
- Lewski-Spartak Sofia
- Ruda Hvezda Praga
- Tungsram Budapeszt
- Dinamo Bukareszt
- ZAON Nea Kifissia
- Urałoczka Swierdłowsk
- Sollentuna Sztokholm
- SV Lohhof
- Volley Dilbeek
- Dinamo Tirana

## Rozgrywki

### Runda wstępna
| Data       | Drużyna 1   | Wynik | Drużyna 2               | Sety                            |
| ---------- | ----------- | ----- | ----------------------- | ------------------------------- |
| 08.11.1981 | Bergen BSI  | 2:3   | Karhulan Veikot         | 8:15, 13:15, 17:15, 16:14, 5:15 |
| 15.11.1981 | Bergen BSI  | 0:3   | Karhulan Veikot         | 10:15, 4:15, 10:15              |
|            |             |       |                         |                                 |
| 08.11.1981 | Uni Bazylea | 3:0   | Hapoel Kibbouz Mehravia | 15:4, 15:8, 15:2                |
| 15.11.1981 | Uni Bazylea | 3:1   | Hapoel Kibbouz Mehravia |                                 |

### Runda 1/8
| Data       | Drużyna 1          | Wynik | Drużyna 2             | Sety                      |
| ---------- | ------------------ | ----- | --------------------- | ------------------------- |
|            | DVC Dokkum         | 3:0   | CSM Clamart           | 15:13, 15:4, 15:2         |
|            | DVC Dokkum         | 2:3   | CSM Clamart           |                           |
|            |                    |       |                       |                           |
| 12.12.1981 | Uni Bazylea        | 1:3   | Olimpia Rawenna       | 2:15, 16:18, 16:14, 5:15  |
| 19.12.1981 | Uni Bazylea        | 0:3   | Olimpia Rawenna       | 9:15, 5:15, 8:15          |
|            |                    |       |                       |                           |
|            | Eczacıbaşı Stambuł | 3:1   | Lewski-Spartak Sofia  | 10:15, 15:9, 15:7, 15:5   |
|            | Eczacıbaşı Stambuł | 0:3   | Lewski-Spartak Sofia  |                           |
|            |                    |       |                       |                           |
|            | Ruda Hvezda Praga  | 3:1   | Tungsram Budapeszt    | 10:15, 15:4, 15:13, 15:11 |
|            | Ruda Hvezda Praga  | 1:3   | Tungsram Budapeszt    |                           |
|            |                    |       |                       |                           |
|            | Dinamo Bukareszt   | 3:0   | ZAON Nea Kifissia     | 15:0, 15:2, 15:8          |
| 20.12.1981 | Dinamo Bukareszt   | 3:0   | ZAON Nea Kifissia     | 15:3, 15:7, 15:2          |
|            |                    |       |                       |                           |
| 12.12.1981 | Karhulan Veikot    | 0:3   | Urałoczka Swierdłowsk | 4:15, 3:15, 3:15          |
| 19.12.1981 | Karhulan Veikot    | 0:3   | Urałoczka Swierdłowsk | 1:15, 7:15, 6:15          |
|            |                    |       |                       |                           |
|            | Dilbeek            | 1:3   | Sollentuna Sztokholm  | 15:10, 9:15, 13:15, 6:15  |
|            | Dilbeek            | 1:3   | Sollentuna Sztokholm  |                           |
|            |                    |       |                       |                           |
| 12.12.1981 | SV Lohhof          | 3:0   | Dinamo Tirana         | 15:6, 15:12, 15:11        |
| 19.12.1981 | SV Lohhof          | 0:3   | Dinamo Tirana         | 5:15, 12:15, 3:15         |

### Ćwierćfinał
| Data | Drużyna 1             | Wynik | Drużyna 2          | Sety                            |
| ---- | --------------------- | ----- | ------------------ | ------------------------------- |
|      | DVC Dokkum            | 3:1   | Olimpia Rawenna    | 15:11, 3:15, 15:13, 15:11       |
|      | DVC Dokkum            | 2:3   | Olimpia Rawenna    | 15:17, 15:9, 15:17, 15:9, 9:15  |
|      |                       |       |                    |                                 |
|      | Lewski-Spartak Sofia  | 3:0   | Tungsram Budapeszt | 15:10, 15:7, 15:4               |
|      | Lewski-Spartak Sofia  | 1:3   | Tungsram Budapeszt | 3:15, 6:15, 15:10, 6:15         |
|      |                       |       |                    |                                 |
|      | Urałoczka Swierdłowsk | 3:1   | Dinamo Bukareszt   | 15:10, 11:15, 15:13, 15:6       |
|      | Urałoczka Swierdłowsk | 3:0   | Dinamo Bukareszt   | 15:9, 15:3, 15:12               |
|      |                       |       |                    |                                 |
|      | Sollentuna Sztokholm  | 2:3   | SV Lohhof          | 15:13, 15:13, 8:15, 10:15, 6:15 |
|      | Sollentuna Sztokholm  | 0:3   | SV Lohhof          | 4:15, 13:15, 5:15               |

### Turniej finałowy
Rawenna
Tabela
| Lp. | Drużyna               | Pkt | Mecze | Mecze | Mecze | Sety | Sety | Sety  |
| Lp. | Drużyna               | Pkt | M     | W     | P     | wyg. | prz. | ratio |
| --- | --------------------- | --- | ----- | ----- | ----- | ---- | ---- | ----- |
| 1   | Urałoczka Swierdłowsk | 6   | 3     | 3     | 0     | 9    | 1    | 9.000 |
| 2   | DVC Dokkum            | 5   | 3     | 2     | 1     | 6    | 6    | 1.000 |
| 3   | SV Lohhof             | 4   | 3     | 1     | 2     | 4    | 6    | 0.667 |
| 4   | Lewski-Spartak Sofia  | 3   | 3     | 0     | 3     | 3    | 9    | 0.333 |

Wyniki
| Data       | Drużyna 1             | Wynik | Drużyna 2            | Sety                            |
| ---------- | --------------------- | ----- | -------------------- | ------------------------------- |
| 12.02.1982 | Urałoczka Swierdłowsk | 3:0   | SV Lohhof            | 15:6, 15:13, 15:8               |
| 12.02.1982 | DVC Dokkum            | 3:2   | Lewski-Spartak Sofia | 12:15, 10:15, 15:8, 15:13, 15:6 |
|            |                       |       |                      |                                 |
| 13.02.1982 | SV Lohhof             | 3:0   | Lewski-Spartak Sofia | 15:6, 15:1, 15:12               |
| 13.02.1982 | Urałoczka Swierdłowsk | 3:0   | DVC Dokkum           | 15:13, 15:3, 15:5               |
|            |                       |       |                      |                                 |
| 14.02.1982 | DVC Dokkum            | 3:1   | SV Lohhof            | 15:9, 13:15, 15:10, 15:11       |
| 14.02.1982 | Urałoczka Swierdłowsk | 3:1   | Lewski-Spartak Sofia | 13:15, 15:12, 15:3, 15:6        |

## Klasyfikacja końcowa
| Miejsce | Drużyna               |
| ------- | --------------------- |
| złoto   | Urałoczka Swierdłowsk |
| srebro  | DVC Dokkum            |
| brąz    | SV Lohhof             |
| 4.      | Lewski-Spartak Sofia  |